# Albert Subirats
Albert Subirats Altes (Valencia (Carabobo), 25 september 1986) is een Venezolaanse zwemmer. Hij vertegenwoordigde zijn vaderland op de Olympische Zomerspelen 2004 in Athene, op de Olympische Zomerspelen 2008 in Peking en op de Olympische Zomerspelen 2012 in Londen.

## Carrière
Bij zijn internationale debuut, op de wereldkampioenschappen zwemmen 2003 in Barcelona, strandde Subirats in de series van de 100 en 200 meter vrije slag, de 50 meter rugslag en de 100 meter vlinderslag. 
Tijdens de Olympische Zomerspelen van 2004 in Athene, Griekenland werd de Venezolaan uitgeschakeld in de series van de 200 meter vrije slag.
Op de wereldkampioenschappen kortebaanzwemmen 2006 in Shanghai sleepte Subirats de zilveren medaille in de wacht op de 100 meter vlinderslag en eindigde hij als vierde op de 50 meter vlinderslag, op de 50 meter rugslag strandde hij in de halve finales en op de 50 en de 100 meter vrije slag in de series. 
Tijdens de wereldkampioenschappen zwemmen 2007 in Melbourne, Australië veroverde de Venezolaan de bronzen medaille op de 100 meter vlinderslag en eindigde hij als vierde op de 50 meter vlinderslag, op de 100 meter vrije slag werd hij uitgeschakeld in de halve finales. Samen met Luis Rojas, Octavio Alesi en Crox Acuña strandde hij in de series van de 4x100 meter vrije slag. Op de Pan-Amerikaanse Spelen 2007 in Rio de Janeiro, Brazilië legde Subirats beslag op de bronzen medaille op de 100 meter vlinderslag en eindigde hij als achtste op de 100 meter vrije slag, op de 50 meter vrije slag en de 100 meter rugslag strandde hij in de series. Samen met Octavio Alesi, Luis Rojas en Crox Acuña veroverde hij de bronzen medaille op de 4x100 meter vrije slag.
Op de wereldkampioenschappen kortebaanzwemmen 2008 in Manchester eindigde Subirats als vierde op zowel de 50 als de 100 meter vlinderslag en als achtste op de 50 meter rugslag. Tijdens de Olympische Zomerspelen van 2008 in Peking strandde de Venezolaan in de halve finales van de 100 meter vlinderslag en in de series van de 100 meter vrije slag.

### 2009-heden
In Rome nam Subirats deel aan de wereldkampioenschappen zwemmen 2009. Op dit toernooi eindigde hij als vierde op de 100 meter vlinderslag en als zevende op de 50 meter vlinderslag, op de 100 meter vrije slag werd hij uitgeschakeld in de series. Op de 4x100 meter vrije slag strandde hij samen met Crox Acuña, Octavio Alesi en Roberto Gomez in de series.
Op de wereldkampioenschappen kortebaanzwemmen 2010 in Dubai veroverde de Venezolaan de wereldtitel op de 50 meter vlinderslag, op de 100 meter vlinderslag legde hij beslag op de zilveren medaille en op de 50 meter rugslag werd hij uitgeschakeld in de series.
Subirats miste de wereldkampioenschappen zwemmen 2011 in Shanghai, omdat hij geschorst was vanwege drie gemiste dopingtest, later werd hij echter vrijgesproken omdat de fout niet bij hem lag maar bij de Venezolaanse zwembond. Subirats keerde terug tijdens de Pan-Amerikaanse Spelen 2011. Op dit toernooi sleepte hij de gouden medaille in de wacht op de 100 meter vlinderslag, samen met Octavio Alesi, Crox Acuña en Cristian Quintero behaalde hij de bronzen medaille op de 4x100 meter vrije slag.
Tijdens de Olympische Zomerspelen van 2012 in Londen strandde de Venezolaan in de series van de 100 meter vlinderslag.

## Internationale toernooien
| Jaar | Olympische Spelen                        | WK langebaan                                                                                       | WK kortebaan                                                                                      | PanPacs       | Pan-Amerikaanse Spelen |
| ---- | ---------------------------------------- | -------------------------------------------------------------------------------------------------- | ------------------------------------------------------------------------------------------------- | ------------- | --- |
| 2003 |                                          | 64e 100m vrije slag 49e 200m vrije slag 48e 50m rugslag 54e 100m vlinderslag 20e 4x100m vrije slag |                                                                                                   |               | geen deelname |
| 2004 | 38e 200m vrije slag                      | | geen deelname                                                                                     |               | |
| 2005 |                                          | geen deelname                                                                                      |                                                                                                   |               | |
| 2006 |                                          | | 18e 50m vrije slag · 84e 100m vrije slag · HF 50m rugslag · 4e 50m vlinderslag · 100m vlinderslag | geen deelname | |
| 2007 |                                          | 11e 100m vrije slag · 4e 50m vlinderslag · 100m vlinderslag · 14e 4x100m vrije slag                |                                                                                                   |               | 9e 50m vrije slag · 8e 100m vrije slag · 9e 100m rugslag · 100m vlinderslag · 4x100m vrije slag · 5e 4x200m vrije slag · 5e 4x100m wisselslag |
| 2008 | 22e 100m vrije slag 11e 100m vlinderslag | | 8e 50m rugslag 4e 50m vlinderslag 4e 100m vlinderslag                                             |               | |
| 2009 |                                          | 33e 100m vrije slag 7e 50m vlinderslag 4e 100m vlinderslag 16e 4x100m vrije slag                   |                                                                                                   |               | |
| 2010 |                                          | | 18e 50m rugslag · 50m vlinderslag · 100m vlinderslag                                              | geen deelname | |
| 2011 |                                          | geen deelname                                                                                      |                                                                                                   |               | 100m vlinderslag · 4x100m vrije slag |
| 2012 | 29e 100m vlinderslag                     | | geen deelname                                                                                     |               | |

## Persoonlijke records
Bijgewerkt tot en met 18 december 2010
Kortebaan
| Afstand          | Tijd  | Datum            | Plaats |
| ---------------- | ----- | ---------------- | ------ |
| 50m vlinderslag  | 22,40 | 18 december 2010 | Dubai  |
| 100m vlinderslag | 50,24 | 16 december 2010 | Dubai  |

Langebaan
| Afstand          | Tijd  | Datum            | Plaats |
| ---------------- | ----- | ---------------- | ------ |
| 100m vrije slag  | 48,97 | 12 augustus 2008 | Peking |
| 50m vlinderslag  | 23,05 | 26 juli 2009     | Rome   |
| 100m vlinderslag | 50,65 | 31 juli 2009     | Rome   |